# Leonhard Harding

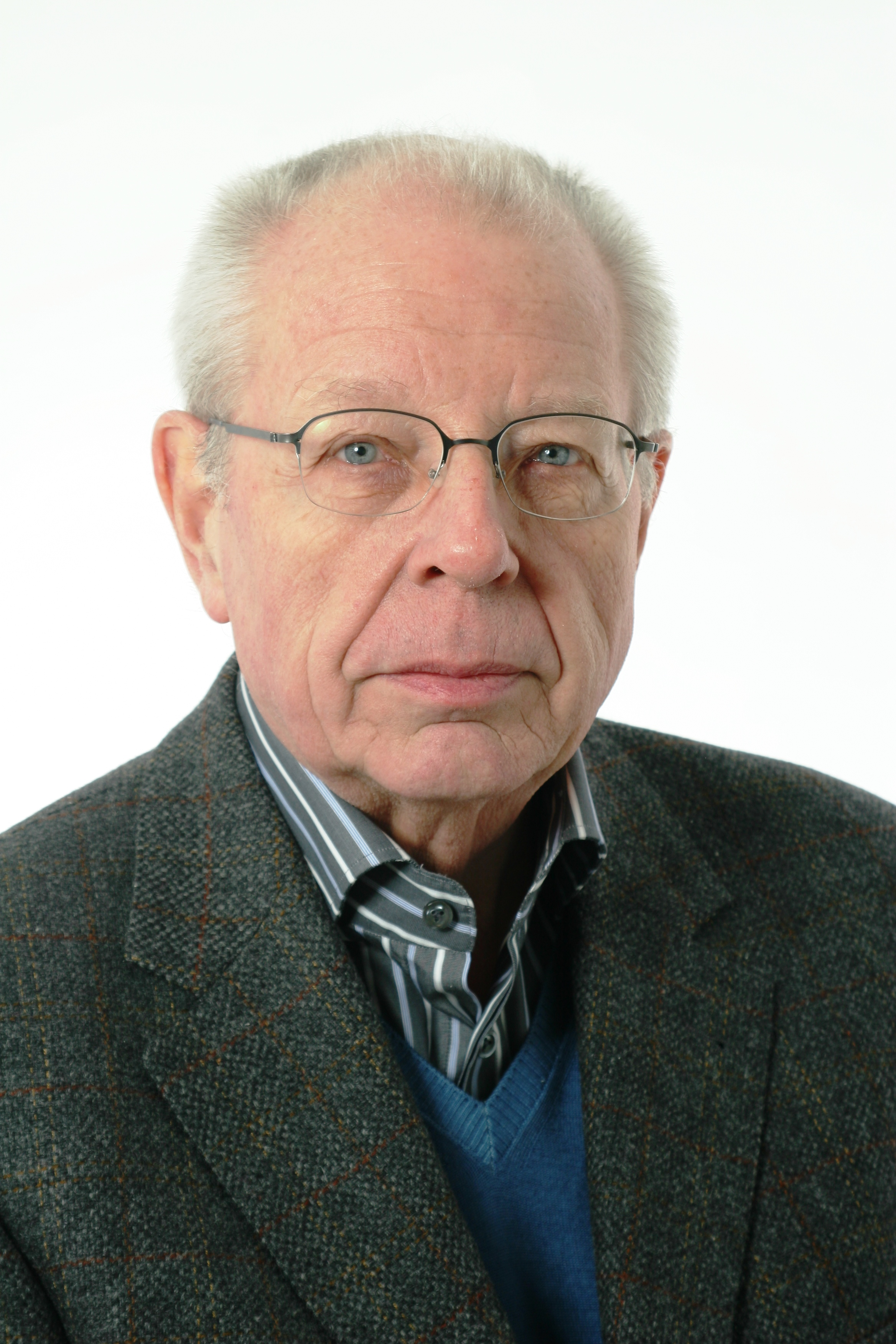
Leonhard Harding, 2010

Leonhard Harding (* 14. September 1936 in Paderborn) ist ein deutscher Historiker und Afrikawissenschaftler. Er lehrte von 1981 bis 2001 an der Universität Hamburg als Professor für Neuere Geschichte mit dem Schwerpunkt auf Afrika südlich der Sahara im 19. und 20. Jahrhundert.

## Leben und Wirken
Leonhard Harding besuchte vier Jahre die Volksschule in Paderborn. Von 1948 bis 1956 besuchte er Gymnasien in Rietberg und Großkrotzenburg. 1956 folgte die Reifeprüfung. Er studierte vier Semester Philosophie an der philosophischen Hochschule der Weißen Väter in Trier. Von 1959 bis 1963 studierte er katholische Theologie und Missionsgeschichte in Leuven. 1963 begann er das Geschichtsstudium an der Universität des Saarlandes. 1965 folgte die Realschullehrerprüfung für Geschichte. Anschließend ging er nach Köln. Seit 1969 war er Student an der Freien Universität Berlin. Unter der Leitung von Franz Ansprenger (1927–2020) befasste er sich mit Problemen der Kolonialgeschichte Afrikas. Im Jahr 1972 wurde er bei Ansprenger an der FU Berlin promoviert mit der Arbeit Französische Religionspolitik in Westafrika. Hierin untersuchte er die französische Religionspolitik in der Kolonie „Soudan Français“, dem Gebiet der heutigen Staaten Burkina Faso, Mali und Niger. Harding war Mitarbeiter der Arbeitsstelle Politik Afrikas an der FU Berlin. Von 1981 bis 2001 lehrte Harding als Professor für afrikanische Geschichte am Historischen Seminar der Universität Hamburg.
Harding begründete intensive Kooperationen mit afrikanischen Universitäten und Forschungsinstitutionen. Von 1980 bis 1982 organisierte er ein internationales Forschungsprojekt über Handel und Händler in Westafrika: Senegal und Elfenbeinküste (19. und 20. Jahrhundert). Afrikanische Professoren und Doktoranden waren regelmäßig in Hamburg. Zu Studien- und Forschungszwecken reisten Hamburger Studenten und Doktoranden in verschiedene Staaten Afrikas. Durch seine lange Amtszeit konnte sich Hamburg zu einem führenden Zentrum in Lehre und Forschung über die Geschichte Afrikas in Deutschland entwickeln. Im Jahre 1998 wandte sich Harding, zusammen mit drei weiteren Hamburger Historikern, gegen die diskriminierende Behandlung ausländischer, insbesondere afrikanischer Gastprofessoren durch die Ausländerbehörde, die den internationalen Ruf des Wissenschaftsstandortes Hamburg gefährdete. Er war von 1999 bis 2003 im Sonderforschungsbereich 520: „Umbrüche in afrikanischen Gesellschaften und ihre Bewältigung“ Teilprojektleiter des Forschungsprojektes „Erwerb und Verlust politischer Handlungsspielräume im Kontext des Übergangs von der Kolonialzeit zur politischen Unabhängigkeit, dargestellt an autobiographischen Texten aus Zanzibar“. Harding war von 2008 bis 2014 Lehrbeauftragter für afrikanische Geschichte an der Universität zu Köln.
Hardings Forschungsschwerpunkt ist die Geschichte Afrikas, insbesondere die Wirtschafts- und Sozialgeschichte Westafrikas, die Ideen- und Kulturgeschichte Westafrikas, das Königreich Benin und Konflikte in Zentralafrika. Er verfasste eine weithin bekannte Einführung in das Studium der afrikanischen Geschichte, die 1992 erschien. Im Jahr 1999 veröffentlichte er eine ereignis- und problemorientierte Übersicht für einen ersten Einstieg in die Geschichte Afrikas im 19. und 20. Jahrhundert. Zu Hardings bedeutendsten akademischen Schülern zählt Andreas Eckert. Nachdem Harding 2002 emeritiert war, wurde Eckert sein Nachfolger als Professor für Afrikanische Geschichte an der Universität Hamburg (2002–2007), bevor letzterer 2007 als Professor für die Geschichte Afrikas an die Humboldt-Universität zu Berlin wechselte.

## Schriften
- Mali - Rebellion, Terror, Heiliger Krieg oder Kampf um bessere Lebensbedingungen? Lit Verlag, Hamburg 2020, ISBN 978-3-643-14432-4.
- Geschichte Afrikas im 19. und 20. Jahrhundert (= Oldenbourg Grundriss der Geschichte. Bd. 27). 3. Auflage, Oldenbourg, München 2013, ISBN 978-3-486-71702-0.
- Das Königreich Benin. Geschichte – Kultur – Wirtschaft. Oldenbourg, München 2010, ISBN 978-3-486-59757-8.
- Einführung in das Studium der afrikanischen Geschichte (= Hamburger Studien zur afrikanischen Geschichte. Bd. 4). Lit, Münster u. a. 1992, ISBN 3-89473-107-9.
- Die Politik der Republik Südafrika. Eine Strategie der regionalen Kooperation (= Entwicklung und Frieden. Bd. 6). Kaiser Verlag u. a., München u. a. 1975, ISBN 3-459-01034-7.
- Französische Religionspolitik in Westafrika. „Soudan Français“ 1895–1920. Berlin (West), Freie Universität, Dissertation, 1972.